# Rödbo, Knivsta kommun
Rödbo är en bebyggelse strax norr om Alsike kyrka i Knivsta kommun. Vid avgränsningen 2020 klassades denna bebyggelse som en  småort.